# Don Chisciotte della Mancia (film 1947)
Don Chisciotte della Mancia (Don Quijote de la Mancha) è un film del 1947, diretto da Rafael Gil.

## Trama
Il film è una delle prime trasposizioni cinematografiche abbastanza fedeli al romanzo di Cervantes. Un uomo di campagna attempato, Alonso Quixote, inizia a leggere molti libri riguardanti le imprese di cavalieri contro giganti, mostri e prepotenti, e di belle fanciulle, divenendo preso pazzo, e credendo di vivere quei bei tempi cantati nei poemi. Decide dunque di chiamarsi Don Chisciotte cavaliere della Mancha, di partire col cavallo macilento Ronzinante all'avventura, alla ricerca di imprese di gloria, e di portarsi un servitore, il contadino della masseria Sancio Panza, promettendogli onori, titoli e un'isola. Decide anche di compiere le sue azioni gloriose per la sua amata, la misteriosa Dulcinea del Toboso, tuttavia le sue imprese spesso si rivolveranno in fallimenti tragicomici, poiché Don Chisciotte non riconosce il vero dal falso, a causa delle allucinazioni che gli hanno prodotto i suoi libri, e il mondo reale spagnolo, non è più quello immaginario dei suoi racconti.
Dopo una serie di avventure, avendo constatato anche che la sua amata Dulcinea non è altro che una rozza contadina, Don Chisciotte torna nella sua casa, si ammala per gli acciacchi subiti nei suoi fallimenti erranti, si ravvede, e muore in pace.